# Czemerne (przystanek kolejowy)
Czemerne (ukr. Чемерне) – przystanek kolejowy w miejscowości Czemerne, w rejonie sarneńskim, w obwodzie rówieńskim, na Ukrainie. Położony jest na linii Sarny – Kowel.